# Carlos Caszely
Carlos Humberto Caszely Garrido (Santiago Centro, Santiago, 5 de julio de 1950) es un exfutbolista profesional chileno que jugaba de delantero. Es considerado uno de los mejores futbolistas chilenos de la historia y uno de los máximos ídolos y referentes del club Colo-Colo. En dicho equipo jugó durante 15 temporadas, en las que ganó cinco campeonatos nacionales y tres copas de Chile y obtuvo un subcampeonato de Copa Libertadores. En el extranjero, defendió en España al Levante y al Español, y en Ecuador al Barcelona Sporting Club, equipo en el que se retiró en 1987.
Con la selección de Chile participó en los Mundiales de 1974 y 1982, disputó 49 partidos y anotó 29 goles (7 en partidos oficiales y 22 en amistosos), y aunque es el sexto máximo goleador en la historia de la selección chilena, tras Alexis Sánchez, Eduardo Vargas, Marcelo Salas, Iván Zamorano y Arturo Vidal, supera a todos en efectividad, alcanzando un promedio de gol de 0.59 por partido, lo que lo convierte en el goleador más efectivo en la historia de la selección nacional. Ahora, si se consideran todos los encuentros disputados por la selección de fútbol de Chile en su historia, incluyendo aquellos frente a clubes o selecciones locales, Carlos Caszely es el segundo máximo anotador del combinado nacional con 42 goles en 73 partidos.
Fue trigoleador del campeonato chileno, goleador de la Copa Libertadores 1973 y el mejor jugador de la Copa América 1979. Es, a la fecha, el máximo anotador en la historia de Colo-Colo en encuentros oficiales con 208 tantos, y el segundo en encuentros de Primera División con 171 goles.

## Vida personal
Tercer hijo de René Caszely, empleado de ferrocarriles, y Olga Garrido. Creció en una casa en la calle Juan Espejo ubicada en el barrio San Eugenio, en la comuna de Santiago. De niño estudiaba en el Liceo Darío E. Salas y jugaba fútbol en el equipo amateur Los Diablos Rojos, donde el mismo entrenaba con sus vecinos.[cita requerida]
Luego de un año de noviazgo, contrajo matrimonio el 6 de noviembre de 1973 con María de los Ángeles Guerra, con quien tuvo cuatro hijos; Claudia, Barbara, Valerie y Piero. Su cónyuge falleció el 22 de febrero de 2022 a causa de un cáncer, enfermedad grave que le aquejaba desde hace un tiempo.

## Trayectoria

### Primera época en Colo-Colo
Formado en las divisiones inferiores de Colo-Colo, debutó con el primer equipo en 1967, en un amistoso contra Peñarol que terminó 1:1. Jugó su primer partido oficial el 30 de julio del mismo año, contra Santiago Morning.
En 1970 y 1972 fue campeón de Liga. Además, fue subcampeón y goleador de la Copa Libertadores de América en 1973. Antes de viajar a Europa anotó 75 goles en el equipo albo (66 en la Primera División de Chile y 9 en Copa Libertadores).

### Levante y Espanyol

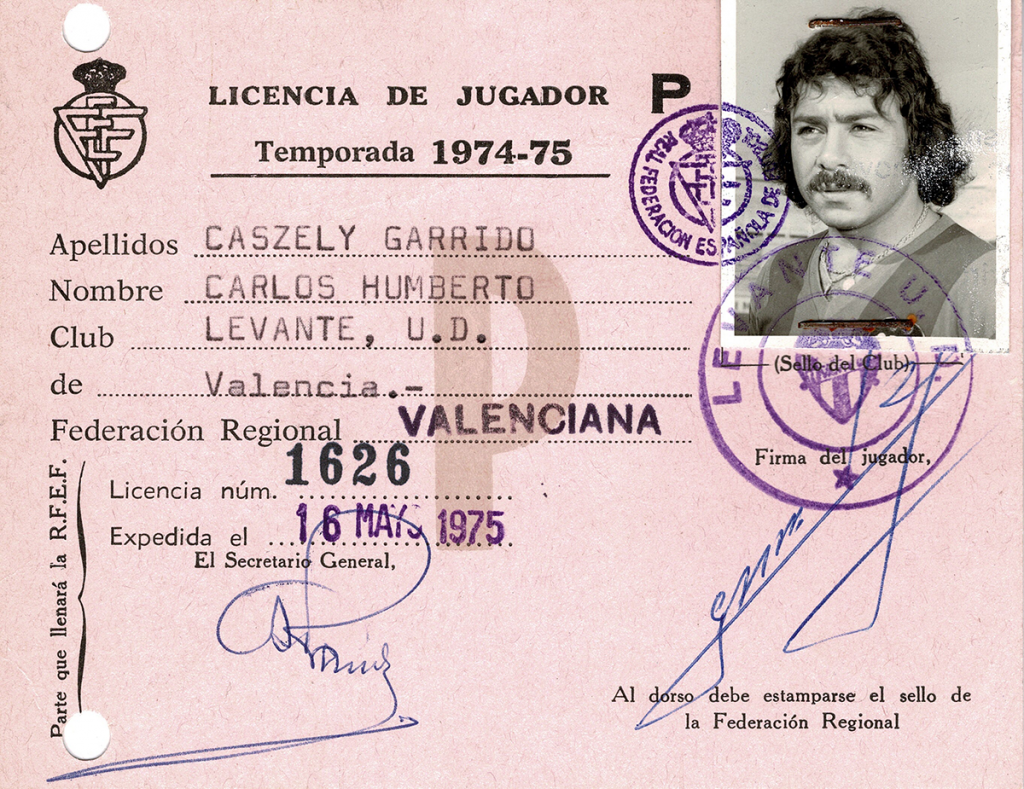
Licencia de jugador de Carlos Caszely con el Levante UD.

Sus buenas actuaciones lo llevaron a España, su traspaso al fútbol español fue uno de los más caros de la época en Sudamérica, donde jugó en el Levante UD y el RCD Espanyol de Barcelona.Jugando por el Levante convirtió 15 goles en 24 partidos en la 2.ª división española y 26 goles en 32 partidos en la 3.ª división española.En la temporada de la Primera División de España 1975/76 se alzó como el máximo goleador de su equipo RCD Espanyol con 13 goles. Jugando por el Español convirtió 29 goles, 20 en la primera división española, 8 en Copa del Rey y 1 en la Copa UEFA. En 2015 fue elegido uno de los mejores jugadores de la historia del Espanyol por sus aficionados, con lo que se ganó el honor de que una de las puertas del estadio RCDE Stadium lleve su nombre.

### Segunda época en Colo-Colo y Barcelona Sporting Club
Regresó a Colo-Colo en 1978, donde ganó tres Ligas, (1979, 1981 y 1983) y fue máximo goleador en 1979, 1980 y 1981, se retiró en 1985. Fue llevado por Luis Santibáñez a Barcelona Sporting Club, donde anotó un gol en el único partido que jugó (ante Deportivo Quito) en la Copa Libertadores 1986.

### Goles en Colo-Colo
Caszely es el máximo goleador en la historia de Colo-Colo con 208 goles en 374 partidos oficiales, superando a Francisco Valdés Muñoz que alcanzó los 206 goles en 412 partidos oficiales.  Es también el segundo goleador de Colo-Colo en la Liga Chilena con 171 goles en 288 partidos, (tras Francisco Valdés con 179 goles en 354 partidos) y el tercero en Copa Libertadores con 15 goles en 35 partidos (tras Francisco Valdés con 20 goles en 44 partidos y Esteban Paredes con 20 goles en 31 partidos). Y además el máximo goleador por Copas nacionales con 22 goles en 51 partidos jugados.
|                           | Partidos | Goles | Promedio |
| ------------------------- | -------- | ----- | -------- |
| Primera División de Chile | 288      | 171   | 0.59     |
| Copa Chile                | 50       | 21    | 0.42     |
| Copa de la República      | 1        | 1     | 1.00     |
| Copa Libertadores         | 35       | 15    | 0.43     |
| TOTAL                     | 374      | 208   | 0.56     |

La Copa de la República fue incluida en el Torneo Oficial de 1983, los equipos podrían obtener puntos de bonificación para el final del campeonato nacional.

## Selección nacional
Su primer partido clase A fue ante Argentina, reemplazando a Alberto Fouillioux. Más de 22 mil personas presenciaron el empate a uno ante el combinado trasandino disputado el 28 de mayo de 1969.
Con la selección de fútbol de Chile clasificó al Mundial Alemania 1974 y la España 1982. Para Caszely su primer partido en un mundial terminaba en fracaso, en Alemania el chileno era el primer expulsado en una copa del mundo con el sistema de tarjeta roja implantado por la FIFA. Caszely ya había sido amonestado por el turco Doğan Babacan con amarilla a los 13 minutos. 56 minutos después, Carlos Humberto fue expulsado con roja directa.
Los años siguientes, incluyendo la competencia clasificatoria para la Copa Mundial Argentina 1978, por diferencias políticas con la dictadura militar fue apartado de la Selección Chilena.  Recién en 1979 es nominado nuevamente para defender a Chile en la Copa América en donde fue el mejor jugador del torneo llevando a Chile a ser subcampeón. En las eliminatorias a España 1982 volvió a ser figura clasificando al Mundial. Luego, en 1983 nuevamente es apartado de la Selección, esta vez de la Copa América del mismo año, sospechando que es por motivos políticos, mas el dirigente Rolando Molina lo atribuye a la avanzada edad del delantero.
Carlos Caszely es el quinto goleador histórico de la Selección chilena de fútbol en encuentros tipo A tras Alexis Sánchez, Eduardo Vargas, Marcelo Salas e Iván Zamorano, y es constantemente mencionado entre los 5 más grandes futbolistas de todos los tiempos en Chile. Se retira de la selección en 1985, contando con 49 partidos clase A y 29 goles. Por otro lado, si se consideran todos los encuentros disputados por la selección de fútbol de Chile en su historia, incluyendo aquellos frente a clubes o selecciones locales, Carlos Caszely sería el segundo máximo goleador del combinado nacional con 42 goles en 73 partidos.

### Participaciones en Copas del Mundo
| Mundial                        | Sede     | Resultado     | PJ |
| ------------------------------ | -------- | ------------- | -- |
| Copa Mundial de Fútbol de 1974 | Alemania | Primera Ronda | 2  |
| Copa Mundial de Fútbol de 1982 | España   | Primera Ronda | 2  |

#### Participaciones en Eliminatorias a Copas del Mundo
| Eliminatorias               | País     | Resultado   | Posición                | PJ | Goles |
| --------------------------- | -------- | ----------- | ----------------------- | -- | ----- |
| Eliminatorias Alemania 1974 | Alemania | Clasificado | Repechaje               | 4  | 0     |
| Eliminatorias España 1982   | España   | Clasificado | 1º Grupo 3              | 3  | 2     |
| Eliminatorias México 1986   | México   | Eliminado   | Segunda ronda Repechaje | 3  | 2     |

##### Participaciones en Copa América
| Copa              | Sede          | Resultado  | Partidos | Goles |
| ----------------- | ------------- | ---------- | -------- | ----- |
| Copa América 1979 | Sin sede fija | Subcampeón | 7        | 3     |

## Después del retiro

### Política

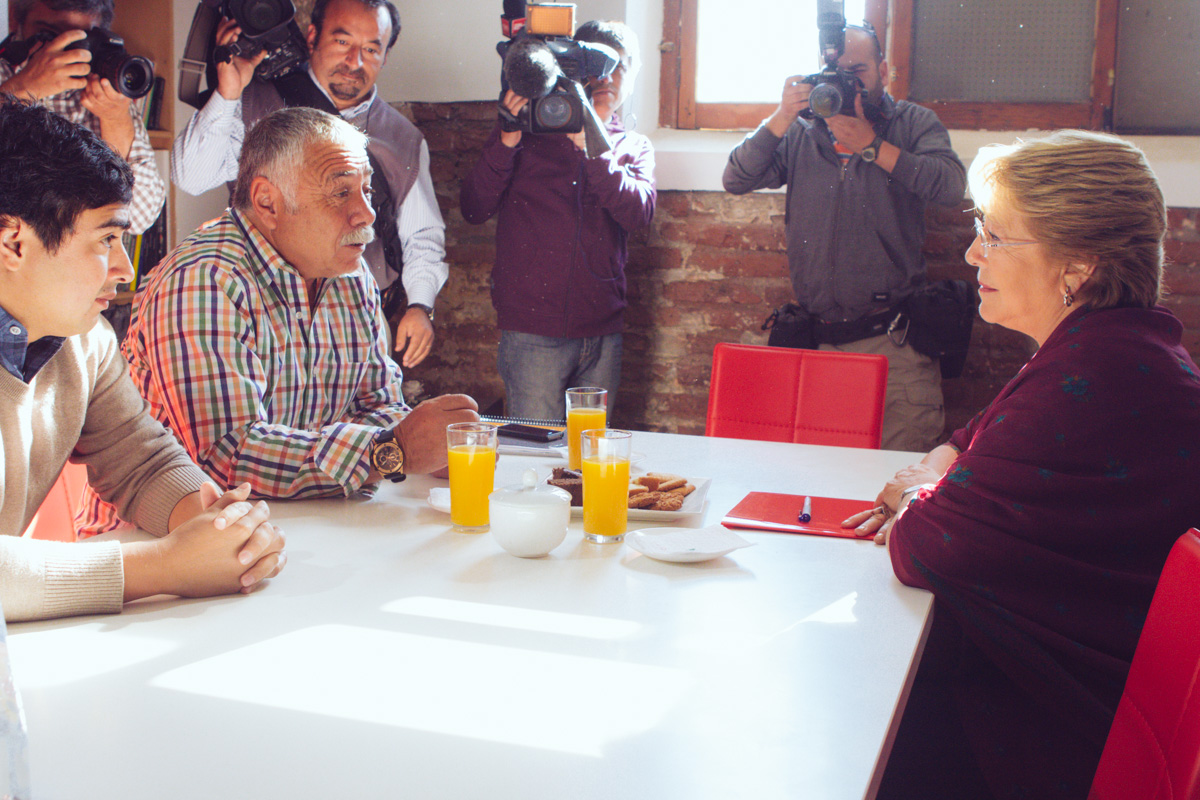
Caszely reunido con la candidata presidencial Michelle Bachelet en 2013.

Caszely ha sido llamado «el futbolista chileno que más desembozadamente ha incursionado en el campo de la política». Durante el gobierno de Salvador Allende (1970-1973) se mostró cercano a la Unidad Popular, apoyando explícitamente a la diputada Gladys Marín y al senador Volodia Teitelboim, parlamentarios comunistas que buscaban la reelección en las elecciones parlamentarias de 1973; Marín se refirió a él como «no sólo un gran deportista, sino un joven que entiende el proceso revolucionario que vive su país». El propio Caszely se definió como socialista en 1983, diez años después del derrocamiento de Allende.
Luego del golpe de Estado de 1973, la relación entre Caszely y la dictadura militar del general Augusto Pinochet fue tensa. Cuando la selección nacional concurrió al edificio Diego Portales para ser despedidos por el general Pinochet antes de partir al mundial de fútbol de Alemania de 1974, Cazsely se negó a estrechar la mano del dictador. La versión popular del incidente asegura que Caszely dejó a Pinochet con la mano estirada, pero lo cierto es que simplemente se hizo el desentendido: a la hora de los saludos, fijó su mirada en un imaginario horizonte. Durante la dictadura, su madre fue secuestrada y sufrió una golpiza a manos de agentes de seguridad en 1974; seis años después, el futbolista llamó a rechazar la Constitución propuesta en el plebiscito de 1980. En 1988 participó, junto a su madre, en la franja televisiva de la opción «No», opositora a Pinochet, previa al plebiscito de ese año.
En 1997, siete años después del fin de la dictadura, el Partido por la Democracia (PPD) le ofreció ser candidato a diputado por los distritos de La Reina o Melipilla, propuesta que Caszely rechazó por considerar que sólo lo querían para utilizar su imagen. Trabajó con Joaquín Lavín, gestionando proyectos deportivos mientras este era alcalde de Santiago, y en los años 2000 fue elegido por el presidente Ricardo Lagos para formar parte de la Comisión Bicentenario, siendo el único miembro de ésta en provenir del mundo del deporte.
En noviembre de 2013 apoyó la candidatura presidencial de Michelle Bachelet, participando en su franja electoral. En junio de 2014 —ya con Bachelet en la presidencia—, fue nombrado como agregado deportivo en España. En abril de 2015 se anunció su destitución del cargo, luego de dar una entrevista al periódico El Mundo donde vinculó al partido político Podemos con el gobierno de Nicolás Maduro.

### Música
En 1981, en medio de la euforia que había provocado en Chile la clasificación de la selección de fútbol al Mundial del año siguiente, Caszely grabó dos canciones escritas por el compositor Nelson Catalán, llamadas «El hincha» y «Corriendo tras el balón». «El hincha» recibió una alta rotación en radios y contó con un videoclip, uno de los primeros hechos en Chile, que fue dirigido por Gonzalo Bertrán y grabado en el Estadio Nacional de Santiago. Después del fracaso en la Copa Mundial, Caszely no volvió a participar en música hasta 2008, cuando la banda punk Los Miserables grabó junto a él una nueva versión de «El hincha», a modo de tributo.

### Cine, televisión y radio
En 1988, aparece en la película Consuelo de Luis R. Vera, en la que personifica a un hombre dentro de una cantina y que se enfrenta a golpes con el protagonista por estar, supuestamente, coqueteando con su novia (Consuelo).
En 2013, el comediante e imitador Stefan Kramer estrena su segunda película titulada El ciudadano Kramer donde tiene una pequeña intervención cuando el protagonista está en busca de proyectos para una fundación.
Hasta diciembre del año 2008 se desempeñó como periodista deportivo y comentarista en Deportes 13, área deportiva de Canal 13 de Chile, participando en transmisiones en vivo de fútbol profesional y coanimando el programa Pelotas, resumen semanal del balompié chileno. Es periodista titulado en la Universidad de Santiago. Además, es egresado de Educación Física de la Universidad de Chile, y Administrador de Empresas de la Universidad de Navarra, España.

## Estadísticas

### Clubes
| Club                   | Temporada           | Liga  | Liga  | Copa nac. | Copa nac. | Copa inter. | Copa inter. | Total | Total |
| Club                   | Temporada           | Part. | Goles | Part.     | Goles     | Part.       | Goles       | Part. | Goles |
| ---------------------- | ------------------- | ----- | ----- | --------- | --------- | ----------- | ----------- | ----- | ----- |
| Colo-Colo · Chile      | 1967                | 4     | 0     | -         | -         | -           | -           | 4     | 0     |
| Colo-Colo · Chile      | 1968                | 22    | 20    | -         | -         | -           | -           | 22    | 20    |
| Colo-Colo · Chile      | 1969                | 23    | 13    | -         | -         | -           | -           | 23    | 13    |
| Colo-Colo · Chile      | 1970                | 25    | 14    | -         | -         | -           | -           | 25    | 14    |
| Colo-Colo · Chile      | 1971                | 12    | 4     | -         | -         | 3           | 0           | 15    | 4     |
| Colo-Colo · Chile      | 1972                | 28    | 14    | -         | -         | -           | -           | 28    | 14    |
| Colo-Colo · Chile      | 1973                | 3     | 1     | -         | -         | 12          | 9           | 15    | 10    |
| Levante UD · España    | 1973/74             | 24    | 15    | -         | -         | -           | -           | 24    | 15    |
| Levante UD · España    | 1974/75(*)          | 32    | 26    | -         | -         | -           | -           | 32    | 26    |
| Levante UD · España    | Total               | 56    | 41    | -         | -         | -           | -           | 56    | 41    |
| RCD Español · España   | 1975/76             | 21    | 13    | 6         | 4         | -           | -           | 27    | 17    |
| RCD Español · España   | 1976/77             | 9     | 1     | 7         | 4         | 1           | 1           | 17    | 6     |
| RCD Español · España   | 1977/78             | 16    | 2     | 1         | 0         | -           | -           | 17    | 2     |
| RCD Español · España   | Total               | 46    | 16    | 14        | 8         | 1           | 1           | 61    | 25    |
| Colo-Colo · Chile      | 1978                | 16    | 8     | -         | -         | -           | -           | 16    | 8     |
| Colo-Colo · Chile      | 1979                | 23    | 20    | 11        | 7         | -           | -           | 34    | 27    |
| Colo-Colo · Chile      | 1980                | 32    | 26    | 9         | 3         | 6           | 3           | 47    | 32    |
| Colo-Colo · Chile      | 1981                | 26    | 20    | -         | -         | -           | -           | 26    | 20    |
| Colo-Colo · Chile      | 1982                | 21    | 7     | -         | -         | 3           | 1           | 24    | 8     |
| Colo-Colo · Chile      | 1983                | 27    | 20    | 11        | 2         | 6           | 1           | 44    | 23    |
| Colo-Colo · Chile      | 1984                | 19    | 3     | 11        | 8         | -           | -           | 30    | 11    |
| Colo-Colo · Chile      | 1985                | 7     | 1     | 9         | 2         | 5           | 1           | 21    | 4     |
| Colo-Colo · Chile      | Total               | 288   | 171   | 51        | 22        | 35          | 15          | 374   | 208   |
| Barcelona SC · Ecuador | 1986                | 8     | 4     | -         | -         | 1           | 1           | 9     | 5     |
| Barcelona SC · Ecuador | Total               | 8     | 4     | -         | -         | 1           | 1           | 9     | 5     |
| Total en su carrera    | Total en su carrera | 398   | 232   | 65        | 30        | 37          | 17          | 500   | 279   |

### Resumen de goles
| Competición           | Partidos | Goles | Promedio |
| --------------------- | -------- | ----- | -------- |
| Primera División      | 342      | 191   | 0.56     |
| Segunda División      | 24       | 15    | 0.63     |
| Tercera División      | 32       | 26    | 0.81     |
| Copas nacionales      | 65       | 30    | 0.46     |
| Copas internacionales | 37       | 17    | 0.46     |
| Selección chilena     | 49       | 29    | 0.59     |
| Total                 | 549      | 308   | 0.56     |

## Palmarés

### Campeonatos nacionales
| Título           | Club      | País  | Año  |
| ---------------- | --------- | ----- | ---- |
| Primera División | Colo-Colo | Chile | 1970 |
| Primera División | Colo-Colo | Chile | 1972 |
| Primera División | Colo-Colo | Chile | 1979 |
| Primera División | Colo-Colo | Chile | 1981 |
| Copa Chile       | Colo-Colo | Chile | 1981 |
| Copa Chile       | Colo-Colo | Chile | 1982 |
| Primera División | Colo-Colo | Chile | 1983 |
| Copa Chile       | Colo-Colo | Chile | 1985 |

### Distinciones individuales
| Distinción                                                        | Año               |
| ----------------------------------------------------------------- | ----------------- |
| Máximo goleador Copa Libertadores                                 | 1973              |
| Máximo goleador Segunda División B de España                      | 1974–75           |
| Máximo goleador Primera División de Chile                         | 1979              |
| Mejor Jugador de la Copa América                                  | 1979              |
| Máximo goleador Primera División de Chile                         | 1980              |
| Máximo goleador Primera División de Chile                         | 1981              |
| Tres veces trofeo "Zapato de Oro" como goleador Primera División. | 1979, 1980 y 1981 |
| Premio por la destacada trayectoria futbolística CONMEBOL         | 2009              |

| Predecesor: Francisco Valdés Muñoz | Capitán de Colo-Colo 1976-1979                               | Sucesor: Leonel Herrera Rojas |
| Predecesor: Leonel Sánchez         | Máximo goleador de la selección de fútbol de Chile 1981-1998 | Sucesor: Marcelo Salas        |